# إلهام (مجلة)
مجلة إلهام هي مجلة اشتراكية هندية باكستانية منذ عام 1940، وتركز على الأدب والدين والسياسة والشباب، إلى جانب مقالات حول الشؤون الجارية. تأسست على يد سيد مسعود حسن شهاب (شهاب دهلوي) في عام 1940 في دلهي ، الهند.[بحاجة لمصدر]
تُنشر مجلة إلهام من أكاديمية شهاب دهلوي، وقد نُشرَت في وقت سابق من مكتبة إلهام التي أنشأها شهاب دهلوي، كما اكتسبَت احترام الأوساط الأدبية والدينية.
دُمجَت مكتبة الإلهام في أكاديمية شهاب دهلوي، وبالتالي نشرت أكاديمية شهاب دهلوي أيضًا المجلة. بل نُشر مكتبة الإلهام أيضًا تحت رعاية أكاديمية شهاب الدهلوي.
إن الإلهام هي مجلة فكرية تعتمد على الاشتراك، تنشر مواضيع الشباب والسياسة والدين والإصلاح الاجتماعي والعمل المدني، بالإضافة إلى مقالات عن الشؤون الجارية وردود فعل القراء. تُنشر مجلة إلهام شهريًا من أكاديمية شهاب دهلوي في بهاولبور ويصل توزيعه إلى جميع أنحاء البلاد.

## التاريخ والملف الشخصي
نُشرت لأول مرة في أيار 1940 في دلهي (الهند) تحت اسم إلهام دلهي على يد مؤسسها سيد مسعود حسن شهاب دهلوي كمجلة سياسية عامة وأدبية، لكن دافعها الرئيس هو الترويج "لمفهوم التصوف ". كان من المقرر نشرها في جميع أنحاء الهند حتى يوم الاستقلال، 14 آب 1947، وبعد الانفصال الهندي الباكستاني، نُشرت مرة أخرى باسم إلهام بهاولبور، ومنذ تلك الفترة كانت هذه المجلة تنشر بانتظام. في رحلتها الطويلة التي استمرت 70 عامًا عانى من الكثير من الصعود والهبوط واجهَت الأمر بشكل مثير للإعجاب وأجرَت أيضًا ابتكارات وفقًا للحاجة. 
إلهام هي المجلة الأكثر إثارة للإعجاب والتاريخية في باكستان.[بحاجة لمصدر] أكملت 75 عامًا من النشر.